# Gamers 電玩咖！
《GAMERS 電玩咖！》，是葵關南創作、仙人掌擔任插畫的日本輕小說，連載時間於2015年3月20日開始至2019年10月19日。由《富士見Fantasia文庫》（KADOKAWA／富士見書房）發行。截止至2018年7月系列累計發行數量已突破100萬部。
2016年10月22日，於富士見Fantasia文庫例行性舉辦的2016年大感謝祭活動中宣布決定製作動畫。同年10月26日，由高橋翼作畫的漫畫版開始在《月刊少年Ace》（KADOKAWA）2016年12月號連載。2017年7月至9月，首播同名電視動畫。

## 登場人物
雨野景太（聲：潘惠美）
本作男主角。音吹高中二年級生，喜愛遊戲的平庸高中生，從家用機到社交遊戲的全部遊戲都喜歡，但水平卻很差。身高159公分，成績中等偏中，平凡又沒有特點，沒有朋友（遊戲才是朋友）的落單族，經常負面思考的巨蟹座。同時也是造成天道花憐日後「崩壞」的元凶。
某日在遊戲店巧遇了天道，並被邀請加入電玩社。但在體驗入社後最終仍以「這個社團中沒有我想玩的遊戲」為理由，拒絕了天道的邀約，原因是並不喜歡電玩社中一味互相提高技術的感覺。在二度拒絕天道的邀約後，被班上的現充上原祐開始關注，並被上原認為很像過去的自己，在一次偶然在電玩店的相遇和上原成為朋友。
為了與天道成為朋友，上原提議練習和陌生的女性談話，因而找上與天道同班的星之守千秋。與星之守相向性意外的好，之後互相稱呼名字千秋和景太，但某次再談論遊戲時出現了意見不同的地方，因而後來導致兩人關係不好。千秋剪髮後很自然的就認出了對方（連千秋的家人都不認得）。
和上原聊得熱絡時被亞玖璃看到並且敵視。但在上原和千秋關係不錯時，發現了上原的女友亞玖璃似乎誤會了什麼，於是前往邀約亞玖璃喝茶。後和亞玖璃成立了戀愛相談的同盟。
最後在上原的協助下（私底下另有意圖）而召集了一群人來見證告白（指想成為朋友的告白），為了這一天的彩排，很努力地去玩一款戀愛遊戲，導致在要跟天道告白時，因為緊張以及通霄破完戀愛遊戲的作用下，把＂請跟我當朋友＂講錯成＂跟我交往＂，意外的跟天道成為情侶。
一開始對於自己配不上天道以及誤會上原也喜歡天道，因此看到天道時會急忙躲起來。在正視自己的心意後，決定認真對待這份感情。
小說第七卷時拒絕了千秋的告白，想向女友的天道坦白，但在誤會下苦無時機。最後與天道接吻後，在彼此仍互相喜歡對方的情況下分手。小说第十一卷和天道重新告白并重新交往，并和千秋成为朋友。
天道花憐（聲：金元壽子）
本作女主角之一。8月12日，獅子座。音吹高中二年級生，是電玩社的社長。除了長相美若天仙（金髮藍眼）、容姿端麗（身高165公分，三圍（公分）81、57、82），成績優秀（全國模擬考偏差值73）、運動方面非常優異（跑100公尺只需12秒30），平常作息也很有規律。在學校被奉為女神，是所謂的「校內偶像」，每天上學都會收到許多告白信件，但還有喜歡電玩這不為人知的另一面。
某日在遊戲店巧遇了雨野景太，並邀請了他加入電玩社。被雨野拒絕了入社的情況下變得在意雨野，後來因為聽到了雨野對上原替自己和電玩部辯護而喜歡上了雨野，並且變得形跡可疑。自從天天想著雨野後生活作息開始變得不正常，遊戲水準也一直下滑。
因為告白的場面被三角瑛一說拒絕別人時太殘酷，應該要先表達出自己的意思後再來說不，在面對由上原來牽線說雨野有話要跟她說時，覺得不是告白而是要絕交，但內心其實是想跟雨野在一起（？）的心願下，想起三角說過的話而一口答應要求，結果意外地與雨野成為情侶。
第七卷中意外目睹到星之守對雨野的告白，最初以為雨野想與自己分手後和星之守交往，最後從星之守口中得知向雨野告白後被甩了的事實，卻仍認為自己與雨野交往的起點是一連串的誤會造成，希望自己能在公平的起跑點上與星之守競爭，因而在奪走雨野的初吻後提出分手。第十一卷中接受了雨野的告白並重新交往。
星之守千秋（聲：石見舞菜香）
本作女主角之一。音吹高中二年級生，天道花憐的同班同學。除了喜愛遊戲，也是一位免費遊戲製作者。
雖然和雨野景太興趣相投到像分身的程度，且對於遊戲的價值觀也幾乎雷同，也互相稱呼名字千秋與景太，但與景太在「萌」這個要素究竟該不該存在於遊戲中產生分歧因而大吵一架。實際上真實身份就是景太喜愛的社交遊戲上的戰友『MONO』和最喜歡的遊戲製作人『NOBE』。
最初喜歡上的是外表帥氣的上原祐，與景太在電玩同好會中則經常拌嘴。在第三卷末發現景太是自己一直以來社交遊戲的戰友『小土』，並同時是以『阿山』為網名在自己遊戲製作部落格留言支持自己的人後，便開始關注起他，最後喜歡上他。
小說第四卷時由於被景太發現自己的智能機與製作遊戲的畫面，在慌忙之下將『MONO』和『NOBE』的身分推給妹妹心春。
小說第六卷的最後，向景太坦白自己就是『MONO』和『NOBE』，並對景太告白。
小说第十一卷和景太成为朋友。
上原祐（聲：豐永利行）
雨野景太的同班同學，音吹高中二年級生。表面上是個典型的現充，但實際上也有喜愛遊戲的一面。國中時代戴眼鏡且長相平凡，非常喜愛遊戲，在班上也是孤身一人，但是上了高中後決心要徹底改變自己。
某日在遊戲廳遇到雨野，便邀請雨野一起玩遊戲，經過一番認識吐露真心話後便成為了朋友。有一名女友亞玖璃，原本只是單純接受亞玖璃的告白而交往，但在從亞玖璃口中得知喜歡上的是過去還未成為現充的自己後，真正的喜歡上了亞玖璃。
意外撞見到天道花憐在跟蹤雨野而知道天道愛上雨野，是少數知道天道形跡可疑的人。為了協助雨野與天道成為朋友，提議雨野練習和陌生的女性談話，因而找上與花憐同班的星之守千秋。並不知道星之守喜歡自己(後期星之守發現『小土』、『阿山』是雨野後，轉而喜歡上雨野)。
對於雨野和星之守對於遊戲的態度、取暱稱的方式等同步率感到震驚，在星之守剪短髮時稱讚了對方，偶然發現了雨野和亞玖璃關係似乎很好。為了讓雨野和星之守和好跟搓和雨野和天道，而想出了不像遊戲部那麼競爭的「遊戲同好會」。
一開始支持雨野和天道，當發現星之守喜歡雨野後一度轉為支持星之守。也由於雨野和亞玖璃組成戀愛同盟經常黏在一起，加上各種巧合被亞玖璃誤會在劈腿，因而和一樣誤解雨野與亞玖璃關係的天道合作，共同找回自己的真愛。
櫻野亞玖璃（聲：大久保瑠美）
上原祐的女朋友，音吹高中二年級生。表面上看起來是個不良少女，有著辣妹般的說話語氣，但其實是天然呆的好孩子，稍微有點呆呆的是其美中不足之處。完全沒有遊戲知識。
國中時代長相平凡，因為意外在遊戲中心與祐接觸而喜歡上祐。得知與祐上了同所高中後，想藉由這個機會向祐表白，但是看到上高中後的祐完全改變了形象和外表，因此決心要徹底改變自己，當自己也完全改變形象和外表後，才向祐表白。
在看到祐和新朋友接觸時，不管是男的女的都會吃醋，再看到祐和星之守接觸後瘋狂散發怨念。後來和雨野成立了戀愛相談的同盟（實際上是相互扯對方後腿）。將雨野視為弟弟一般互相照顧，並以「小雨野」稱呼。由於食物的誘惑而爽快的答應雨野，加入「遊戲同好會」。
第十卷公佈全名。
星之守心春（聲：桑原由氣）
星之守千秋的妹妹，就讀私立碧陽學園一年級，身負學生會長的完美美少女。雖然外表看不出來，但其實私底下非常喜歡工口遊戲，前往購買時會變裝。
某次在買工口遊戲時遇到雨野，並暗自吐槽雨野長的和後宮遊戲的平凡男主角差不多，在角落偷聽到對話後對雨野感到心動。喜歡雨野，但同樣喜歡姐姐千秋。在千秋遇到危機時會出手相助的溫柔妹妹，被千秋順勢假裝『MONO』和『NOBE』的身份。
在第五卷中，因為對天道花憐有競爭意識，這也曾驅使她搞鬼破壞兩對情侶確認愛意的機會。
三角瑛一（聲：花江夏樹）
音吹高中二年級生，電玩社的社員，擅長玩的遊戲是消除遊戲。與天道花憐同班。與雨野被天道邀請加入電玩社，至於玩遊戲的契機則是因為失憶過。和天道與雨野成為朋友支持著天道對雨野的感情，時常在遊戲部聽天道訴說雨野的大小事。
在小說第二卷番外中得到了綜合遊戲世界冠軍。某次想體驗美少女遊戲，和雨野一同前往購買，被躲在角落的心春評為外表會讓她心動的美少年。
三年前，突然發現自己在遊戲中心玩益智遊戲，並且完全沒有這之前的記憶，身上沒有任何東西，僅有口袋中的一把小型手槍。後來誤打誤撞的救了被黑衣男襲擊的少女『三角理姬』，將所知之事告知了三角家，成為了三角家的養子。似乎被義妹理姬喜歡著，在學校和別的女生說到話時理姬會相當生氣。
加瀨岳人（聲：內匠靖明）
音吹高中三年級生，電玩社的社員。擅長FPS遊戲（第一人稱射擊遊戲）。
大磯新那（聲：芳野由奈）
音吹高中三年級生，電玩社的社員，格鬥遊戲高手。
三角理姬（聲：高橋李依）
三角瑛一的義妹。曾被某組織企圖綁架，恰巧被瑛一拯救，而因此讓父母動用關係收養了瑛一，並將他取名為三角瑛一。因為喜歡瑛一，所以總不許他與學校的其他女性說話，不然會對瑛一發脾氣。
雨野光正
雨野景太的弟弟，是個重度兄控。動畫中未出現。
美嘉、雅也、大樹、玲奈（聲：石上静香、石谷春貴、山下誠一郎、諏訪彩花）
雨野景太的同班同學，上原祐的朋友們。
沙理奈（聲：寺崎裕香）
亞玖璃的國中同學，令人厭惡的現充，會與朋友工藤（聲：柳田淳一）和篠原（聲：小林裕介）嘲笑御宅族為噁心肥宅，這也因此與亞玖璃相處不愉快。

## 出版書籍

### 小說
| 冊數 | 富士見書房 | 富士見書房     | 富士見書房             | 台灣角川                    | 台灣角川      | 台灣角川               |
| 冊數 | 副標題     | 發售日期       | ISBN                   | 副標題                      | 發售日期      | ISBN                   |
| ---- | ---------- | -------------- | ---------------------- | --------------------------- | ------------- | ---------------------- |
| 1    |            | 2015年3月20日  | ISBN 978-4-04-070533-0 | 雨野景太與青春的CONTINUE    | 2016年4月27日 | ISBN 978-986-473-038-4 |
| 2    |            | 2015年7月18日  | ISBN 978-4-04-070534-7 | 天道花憐與冷不防的HAPPY END | 2016年9月22日 | ISBN 978-986-473-289-0 |
| 3    |            | 2015年11月20日 | ISBN 978-4-04-070753-2 | 星之守千秋與初戀NEW GAME    | 2017年3月27日 | ISBN 978-986-473-591-4 |
| 4    |            | 2016年3月19日  | ISBN 978-4-04-070754-9 | 亞玖璃與無自覺CRITICAL      | 2017年7月20日 | ISBN 978-986-473-788-8 |
| 5    |            | 2016年7月20日  | ISBN 978-4-04-070969-7 | 電玩咖與全滅GAME OVER       | 2018年2月7日  | ISBN 978-957-564-035-4 |
| 6    |            | 2016年11月19日 | ISBN 978-4-04-070970-3 | 落單電玩咖與告白CHAIN COMBO | 2018年8月23日 | ISBN 978-957-564-354-6 |
| 7    |            | 2017年3月18日  | ISBN 978-4-04-070971-0 | 電玩咖與接吻DEAD END        | 2019年9月26日 | ISBN 978-957-743-223-0 |
| 8    |            | 2017年7月20日  | ISBN 978-4-04-072369-3 | 星之守心春與逆轉BACK ATTACK | 2019年9月26日 | ISBN 978-957-743-224-7 |
| DLC1 |            | 2017年9月20日  | ISBN 978-4-04-072372-3 |                             | 2020年3月18日 | ISBN 978-957-743-620-7 |
| 9    |            | 2018年1月20日  | ISBN 978-4-04-072370-9 | 雨野景太與青春SKILLS RESET  | 2020年3月18日 | ISBN 978-957-743-621-4 |
| 10   |            | 2018年5月19日  | ISBN 978-4-04-072371-6 |                             |               |                        |
| 11   |            | 2018年10月20日 | ISBN 978-4-04-072900-8 |                             |               |                        |
| DLC2 |            | 2019年2月20日  | ISBN 978-4-04-073025-7 |                             |               |                        |
| 12   |            | 2019年10月19日 | ISBN 978-4-04-072901-5 |                             |               |                        |
| DLC3 |            | 2020年3月19日  | ISBN 978-4-04-073142-1 |                             |               |                        |

### 漫畫
| 冊數 | KADOKAWA       | KADOKAWA               | 台灣角川      | 台灣角川               |
| 冊數 | 發售日期       | ISBN                   | 發售日期      | ISBN                   |
| ---- | -------------- | ---------------------- | ------------- | ---------------------- |
| 1    | 2017年3月25日  | ISBN 978-4-04-072369-3 | 2019年3月27日 | ISBN 978-957-564-780-3 |
| 2    | 2017年6月26日  | ISBN 978-4-04-105771-1 | 2019年3月27日 | ISBN 978-957-564-781-0 |
| 3    | 2017年11月25日 | ISBN 978-4-04-106308-8 |               |                        |
| 4    | 2018年3月26日  | ISBN 978-4-04-106717-8 |               |                        |
| 5    | 2018年9月25日  | ISBN 978-4-04-107363-6 |               |                        |
| 6    | 2019年2月25日  | ISBN 978-4-04-107816-7 |               |                        |
| 7    | 2019年10月26日 | ISBN 978-4-04-107817-4 |               |                        |

## 電視動畫
2017年7月13日起在TOKYO MX、SUN電視台、日本BS放送及AT-X等電視台首播。動畫由PINE JAM製作，也是PINE JAM首次總承包通常30分鐘的電視動畫。
劇本統籌由以前參加電影編劇的內田裕基擔任，也是內田首次參加動畫編劇的作品。

### 製作人員
- 原作：葵關南[19]
- 原作插畫：仙人掌[19]
- 導演：岡本學[19]
- 劇本統籌、編劇：內田裕基（日语：内田裕基）[19]
- 人物設定：佐藤天昭[19]
- 美術監督：齊藤雅己
- 色彩設計：古市裕一
- 攝影監督：頓所信二（chiptune）
- 剪輯：木村佳史子（MADBOX）
- 音響監督：明田川仁
- 音樂：出羽良彰（日语：出羽良彰）
- 音樂製作人：西村潤
- 音樂制作：NBC環球娛樂
- 製作人：小倉充俊、村主達哉、相田剛、岡村武真、金子廣孝、大和田智之、菊政克美、兼光一博
- 動畫製作人：向峠和喜
- 動畫製作：PINE JAM[19]
- 製作：Gamers 電玩咖！製作委員会（NBC環球娛樂、KADOKAWA、Frontier Works、創通、TOKYO MX、AT-X、BS11、中外礦業（日语：中外鉱業）、i0plus （页面存档备份，存于））

### 主題曲
片頭曲
「GAMERS！」（第2話－第5話、第7話－第12話）
作詞、作曲、編曲：Mafumafu，主唱：天道花憐（金元壽子）、星之守千秋（石見舞菜香）、亞玖璃（大久保瑠美）
片尾曲
「Fight on！」（第2話－第5話、第7話－第8話、第11話－第12話）
作詞：KOTOKO，作曲、編曲：築田格，主唱：Luce Twinkle Wink☆
（第9話－第10話）
作詞：黑崎真音，作曲、編曲：大久保薰，主唱：Luce Twinkle Wink☆

### 各話列表
| 話數       | 日文標題 | 中文標題                              | 劇本            | 分鏡              | 演出                     | 作畫監督                                                                               | 片尾插畫 | 改編原作小說     |
| ---------- | -------- | ------------------------------------- | --------------- | ----------------- | ------------------------ | -------------------------------------------------------------------------------------- | -------- | ---------------- |
| DAY1       |          | 雨野景太與受引導者                    | 內田裕基        | 岡本學            | 宮澤良太                 | 佐藤天昭、三井麻未                                                                     | 深遊     | 第1冊            |
| DAY2       |          | 上原祐與變強後重新開局                | 內田裕基        | 川村賢一          | 安部元宏                 | 王國年                                                                                 | 狐印     | 第1冊            |
| DAY3       |          | 星之守千秋與錯過的來電                | 內田裕基        | 古賀一臣 岡本學   | 川久保圭史               | 菊池功一、西村幸惠 國井實可子                                                          |          | 第1冊            |
| DAY4       |          | 中場休息 × 天道花憐與低潮期           | 內田裕基        | 中津環            | 中津環                   | 池上太郎                                                                               | 切符     | 第2冊            |
| DAY5       |          | 亞玖璃與通訊錯誤                      | 內田裕基        | 水本葉月          | 水本葉月                 | 三井麻未、山中正博                                                                     | NOCO     | 第2冊            |
| DAY6       | [ 22 ]   | Gamers與全滅Game Over                 | 內田裕基        | 中津環 岡本學     | 宮澤良太                 | 瀧本祥子、關口雅浩 館崎大、後藤麻梨子 小澤圓                                           | 生肉ATK  | 第2冊            |
| DAY7       |          | 雨野景太與天道花憐的最佳娛樂          | 內田裕基        | 上坪亮樹          | 米田光宏                 | 浦野達也、室山祥子 日高真由美、小澤圓 關口雅浩、石田啟一 田中優士、新海虎徹 後藤真梨子 | 四季童子 | 第3冊            |
| DAY8DAY8.5 |          | H Gamer和觀戰模式Gamers和人生模擬遊戲 | 內田裕基        | 永居慎平 岡本學   | 安部元宏                 | 王國年                                                                                 | 睦茸     | 第3冊            |
| DAY9       |          | 星之守千秋與盜帳號                    | 內田裕基        | 矢吹勉            | 小野田雄亮               | 室山祥子、關口雅浩 小澤圓、細田沙織 後藤真梨子                                         | 陽太     | 第4冊            |
| DAY10      |          | Gamers與下一關卡                      | 內田裕基        | 寺東克己 大城美幸 | 野木森達哉               | 山中正博、後藤麻梨子 小澤圓、森悅人 小美戶幸代、山崎展義 大原大                        | Tsunako  | 第4冊            |
| DAY11      |          | Gamers與青春Continue                  | 內田裕基        | 上坪亮樹 岡本學   | 上坪亮樹 水本葉月 岡本學 | 後藤麻梨子、關口雅浩 室山祥子、小澤圓                                                  | 中島有華 | 第4、5冊 原創    |
| DAY12      |          | 中場休息 × Gamers與付費漫談           | 內田裕基 岡本學 | 中津環            | 中津環                   | 池上太郎                                                                               | 仙人掌   | 第2、4、5冊 原創 |

### 播放電視台
日本深夜動畫：下文記載的日本国内播放時間使用日本標準時間（UTC+9）表示。因為部分時間标识會採用30小时制，因此請留意这类超过24:00的时间，其實際播放時間為翌日清晨。
| 播放地區 | 播放電視台 | 播放日期               | 播放時間                  | 所屬聯播網 | 備註           |
| -------- | ---------- | ---------------------- | ------------------------- | ---------- | -------------- |
| 日本全國 | AT-X       | 2017年7月13日－9月28日 | 星期四 21時00分－21時30分 | 衛星電視   | 有重播         |
| 東京都   | TOKYO MX   | 2017年7月13日－9月28日 | 星期四 23時30分－24時00分 | 獨立局     |                |
| 兵庫縣   | SUN電視台  | 2017年7月13日－9月28日 | 星期四 24時30分－25時00分 | 獨立局     |                |
| 日本全國 | BS11       | 2017年7月13日－9月28日 | 星期四 24時30分－25時00分 | 衛星電視   | 『ANIME+』時段 |

| 刊登期間                | 更新時間                  | 刊登網站     | 備註                                      |
| ----------------------- | ------------------------- | ------------ | ----------------------------------------- |
| 2017年7月13日－9月28日  | 星期四 23時30分－24時00分 | AbemaTV      | 有重播                                    |
| 2017年7月14日－9月29日  | 星期五 12時00分 更新      | d動畫商城    | －                                        |
| 2017年7月14日－9月29日  | 星期五 12時00分 更新      | FOD          | －                                        |
| 2017年7月21日－10月6日  | 星期五 12時00分 更新      | Amazon Video | 只有「GYAO！」在最新集數上架時 可免費點閱 |
| 2017年7月21日－10月6日  | 星期五 12時00分 更新      | Netflix      | 只有「GYAO！」在最新集數上架時 可免費點閱 |
| 2017年7月21日－10月6日  | 星期五 12時00分 更新      | 萬代頻道     | 只有「GYAO！」在最新集數上架時 可免費點閱 |
| 2017年7月21日－10月6日  | 星期五 12時00分 更新      | U-NEXT       | 只有「GYAO！」在最新集數上架時 可免費點閱 |
| 2017年7月21日－10月6日  | 星期五 12時00分 更新      | Video Market | 只有「GYAO！」在最新集數上架時 可免費點閱 |
| 2017年7月21日－10月6日  | 星期五 12時00分 更新      | GYAO！       | 只有「GYAO！」在最新集數上架時 可免費點閱 |
| 2017年7月28日－10月13日 | 星期五 12時00分 更新      | niconico頻道 | 最新集數上架之後可免費點閱                |

### BD & DVD
| 卷數 | 發行日期       | 收錄話數       | 規格編號  | 規格編號  |
| 卷數 | 發行日期       | 收錄話數       | BD初回版  | DVD初回版 |
| ---- | -------------- | -------------- | --------- | --------- |
| 1    | 2017年9月28日  | 第1話～第2話   | GNXA-2011 | GNBA-2671 |
| 2    | 2017年10月25日 | 第3話～第4話   | GNXA-2012 | GNBA-2672 |
| 3    | 2017年11月29日 | 第5話～第6話   | GNXA-2013 | GNBA-2673 |
| 4    | 2017年12月22日 | 第7話～第8話   | GNXA-2014 | GNBA-2674 |
| 5    | 2018年1月31日  | 第9話～第10話  | GNXA-2015 | GNBA-2675 |
| 6    | 2018年2月28日  | 第11話～第12話 | GNXA-2016 | GNBA-2676 |

## 外部連結
- 《GAMERS 電玩咖！》富士見書房 （页面存档备份，存于） （日語）
- 《GAMERS 電玩咖！》作品情報｜少年Ace （页面存档备份，存于） （日語）
- 電視動畫「Gamers 電玩咖！」官方網站 （页面存档备份，存于） （日語）
- 電視動畫『Gamers 電玩咖！』官方的X（前Twitter） （日語）